# Oedignatha
Oedignatha är ett släkte av spindlar.
Oedignatha ingår i familjen flinkspindlar.

## Dottertaxa tillOedignatha, i alfabetisk ordning[1]
- Oedignatha affinis
- Oedignatha albofasciata
- Oedignatha andamanensis
- Oedignatha barbata
- Oedignatha bicolor
- Oedignatha binoyii
- Oedignatha bucculenta
- Oedignatha canaca
- Oedignatha carli
- Oedignatha coriacea
- Oedignatha dentifera
- Oedignatha escheri
- Oedignatha ferox
- Oedignatha flavipes
- Oedignatha gulosa
- Oedignatha indica
- Oedignatha jocquei
- Oedignatha lesserti
- Oedignatha major
- Oedignatha microscutata
- Oedignatha mogamoga
- Oedignatha montigena
- Oedignatha platnicki
- Oedignatha poonaensis
- Oedignatha proboscidea
- Oedignatha procerula
- Oedignatha raigadensis
- Oedignatha retusa
- Oedignatha rugulosa
- Oedignatha scrobiculata
- Oedignatha shillongensis
- Oedignatha sima
- Oedignatha spadix
- Oedignatha striata
- Oedignatha tricuspidata
- Oedignatha uncata